# Алиев, Юрий Мамедович
Юрий Мамедович Алиев — военный инженер, полковник (1984), лауреат Государственной премии СССР (1987).
Родился 02.10.1937 в с. Николо-Александровское Левокумского района Ставропольского края.
Окончил Таганрогский радиотехнический институт (1958) и некоторое время работал в гражданском НИИ.
В 1959 г. зачислен на военную службу и откомандирован на полигон «Байконур», первая должность — старший инженер-оператор станции.
С 1962 г. — начальник отделения 51-й ОИИЧ (отдельная инженерно-испытательная часть). С 1965 инженер-испытатель войсковой части. С 1972 проходил службу в Центре испытаний и применения космических средств — старший инженер-испытатель, начальник лаборатории, заместитель начальника отдела, начальник отдела, с 1982 г. заместитель начальника Центра. Полковник (1984).
В июле 1989 г. уволен с действительной военной службы по возрасту.
С 1992 г. жил в Калуге, несколько лет работал на строительстве жилья для ветеранов Байконура в одноименном микрорайоне.
Лауреат Государственной премии СССР (1987, в составе коллектива)— за создание научного комплекса проекта «Вега» для исследований кометы Галлея. Почётный радист СССР. Награждён орденом «За службу Родине в Вооруженных Силах СССР» третьей степени.